# Lipiany
Pour les articles homonymes, voir Lipiany (homonymie).
Lipiany (en allemand : Lippehne) est une ville de la voïvodie de Poméranie occidentale, dans le nord-ouest de la Pologne. Elle est le siège de la gmina de Lipiany, dans le powiat de Pyrzyce. Sa population s'élève à 4 097 habitants en 2013.

## Personnalités liées à la ville
- Johann Ludwig von Ingersleben (1703-1757), général